# Jillian Bell
Jillian Leigh Bell (Las Vegas, 25 aprile 1984) è una comica, attrice e sceneggiatrice statunitense.

## Biografia
Bell è nata e cresciuta a Las Vegas, in Nevada. Ha iniziato a studiare improvvisazione all'età di otto anni. Si è laureata al Bishop Gorman High School nel 2002. Dopo il liceo si è trasferita a Los Angeles ed è entrata a far parte dei Groundlings, compagnia e scuola di improvvisazione e sketch comici.
Dopo essere diventata membro della compagnia Straitjacket Society di Los Angeles, Bell ha fatto un provino per il programma televisivo comico Saturday Night Live; anche se non è riuscita a entrare nel cast, è diventata sceneggiatrice del programma per l'edizione 2009. Nello stesso anno è apparsa in un episodio delle serie televisive La peggiore settimana della nostra vita e Curb Your Enthusiasm.
Nel 2011 è apparsa come guest star nelle serie Franklin & Bash e Amici di letto, inoltre ha fatto il suo debutto al cinema nel film commedia Le amiche della sposa. Dallo stesso anno, è entrata a far parte del cast fisso della sitcom Workaholics, in cui interpreta il ruolo di Jillian Belk. Dal 2012 al 2013 ha interpretato un ruolo ricorrente nella sitcom Partners e nella quarta e ultima stagione di Eastbound & Down.
Nel 2012, dopo averla notata in Workaholics, il regista Paul Thomas Anderson le ha offerto un piccolo ruolo nel film drammatico The Master e più tardi nel film giallo Vizio di forma del 2014. Nel 2014, inoltre, è apparsa nel film commedia 22 Jump Street al fianco di Jonah Hill e Channing Tatum. Nel 2015 ha recitato nel film d'avventura Piccoli brividi, pellicola ispirata alla serie di romanzi di R. L. Stine con protagonista Jack Black. Nello stesso anno è apparsa anche in Sballati per le feste!, commedia natalizia con protagonisti Seth Rogen, Joseph Gordon-Levitt e Anthony Mackie.

## Filmografia parziale

### Attrice

#### Film
- Tales from an Alternate Universe, regia di Kyle Newacheck – cortometraggio (2006)
- Concentration Camp, regia di Kyle Newacheck  – cortometraggio (2007)
- Le amiche della sposa (Bridesmaids), regia di Paul Feig (2011)
- Love, Gloria, regia di Nick Scown (2011)
- The Master, regia di Paul Thomas Anderson (2012)
- 22 Jump Street, regia di Phil Lord e Christopher Miller (2014)
- Vizio di forma (Inherent Vice), regia di Paul Thomas Anderson (2014)
- Piccoli brividi (Goosebumps), regia di Rob Letterman (2015)
- Sballati per le feste! (The Night Before), regia di Jonathan Levine (2015)
- La festa prima delle feste (Office Christmas Party), regia di Will Speck e Josh Gordon (2016)
- Crazy Night - Festa col morto (Rough Night), regia di Lucia Aniello (2017)
- Botte da prof. (Fist Fight), regia di Richie Keen (2017)
- Brittany non si ferma più (Brittany Runs a Marathon), regia di Paul Downs Colaizzo (2019)
- Fata madrina cercasi (Godmothered), regia di Sharon Maguire (2020)
- I'm Totally Fine, regia di Brandon Dermer (2022)
- Murder Mystery 2, regia di Jeremy Garelick (2023)
- Missione hamburger 2, regia di Phill Traill (2023)
- Buon Natale da Candy Cane Lane, regia di Reginald Hudlin (2023)
- Kinda Pregnant, regia di Tyler Spindel (2025)

#### Televisione
- Crossbows & Mustaches – webserie, webisodi sconosciuti (2006)
- Preppy Hippies – webserie, 5 webisodi (2007-2008)
- Waiting to Die, regia di Ted Wass – film TV (2009)
- La peggiore settimana della nostra vita (Worst Week) – serie TV, episodio 1x13 (2009)
- Curb Your Enthusiasm – serie TV, episodio 7x06 (2009)
- Franklin & Bash – serie TV, episodio 1x03 (2011)
- Amici di letto (Friends with Benefits) – serie TV, episodio 1x06 (2011)
- Workaholics – serie TV, 45 episodi (2011-2017)
- Workaholics: The Other Cubicle – serie TV, episodio 1x02 (2012)
- Partners – serie TV, 6 episodi (2012-2013)
- RVC: The Lone Shopping Network – webserie, webisodio 1x06 (2013)
- To My Future Assistant, regia di Peyton Reed – film TV (2013)
- Bro-Dependent – serie TV, episodi sconosciuti (2013)
- Eastbound & Down – serie TV, 8 episodi (2013)
- Idiotsitter – serie TV, 23 episodi (2014-2017)
- Portlandia – serie TV, episodio 6x04 (2016)
- Tales of the Walking Dead – serie TV, episodio 1x02 (2022)

### Doppiatrice
- High School USA! – serie animata, episodio 1x10 (2013)
- Gravity Falls – serie animata, episodi 2x05-2x09 (2014)
- Lucas Bros. Moving Co. – serie animata, episodi 2x07-2x10 (2015)
- SuperMansion – serie animata, 21 episodi (2015-2017)
- Angry Birds - Il film, regia di Clay Kaytis e Fergal Reilly (2016)
- Son of Zorn – serie TV, episodio 1x08 (2016)
- Dogs in a Park – serie animata, 8 episodi (2017)
- Bob's Burgers – serie animata, 6 episodi (2018-2023)
- Prosciutto e uova verdi (Green Eggs and Ham) – serie animata, 17 episodi (2019, 2022)
- Bless the Harts – serie animata, 34 episodi (2019-2021)

### Sceneggiatrice
- Saturday Night Live: Weekend Update Thursday – programma TV, episodi 2x01-2x02-2x03 (2009)
- Saturday Night Live – programma TV, 22 episodi (2009-2010)
- Hot Girl Walks By – serie TV, episodio 1x07 (2015)
- Idiotsitter – serie TV, 10 episodi (2016)

## Riconoscimenti
- 2010 – Primetime Emmy Awards[11]
  - Candidatura per l'Eccezionale sceneggiatura in una serie varietà, musicale o comica per Saturday Night Live
- 2015 – MTV Movie Awards[12]
  - Candidatura al Miglior combattimento con Jonah Hill per 22 Jump Street
  - Candidatura al Miglior cattivo per 22 Jump Street

## Doppiatrici italiane
Nelle versioni in italiano delle opere in cui ha recitato, Jillian Bell è stata doppiata da:
- Gemma Donati in Crazy Night - Festa col morto, Fata madrina cercasi, Tales of the Walking Dead, Kinda Pregnant
- Eleonora De Angelis in Sballati per le feste, Botte da Prof.
- Debora Magnaghi in Workaholics, Missione hamburger 2
- Benedetta Degli Innocenti in La festa prima delle feste
- Carmen Iovine in Vizio di forma
- Beatrice Caggiula in Brittany non si ferma più
- Letizia Ciampa in 22 Jump Street
- Claudia Razzi in Piccoli brividi
- Francesca Manicone in The Master
- Tiziana Avarista in Murder Mystery 2

Da doppiatrice è sostituita da:
- Daniela Amato in Bob's Burgers
- Elena Perino in Prosciutto e uova verdi
- Gemma Donati in Bless the Harts